# Площа Кропивницького
Площа Кропивни́цького — площа у Галицькому та Франківському районах міста Львова, місцевість Привокзальна. Площа розташована між вулицями Городоцькою,  Степана Бандери та Шептицьких. 

## Історія
В середині XIX століття на цій площі були склади австрійської артилерії, так зване, артилерійське депо, потім склади солі, через що 1871 року цей майдан отримав назву площа Солярні. У 1916 році, ще за життя львівського римсько-католицького архієпископа Юзефа Більчевського, майдан назвали площею Більчевського. Після німецької окупації Львова та проголошення акту відновлення Української Держави 30 червня 1941 року майдан перейменований на площу Івана Котляревського, на пошану Івана Котляревського, українського письменника, поета, драматурга, засновника нової української літератури, але вже у серпні 1941 року на нетривалий час була повернена попередня назва — площа Більчевського і вже у листопаді 1941 року перейменована на Гензепляц. У липні 1944 року повернена передвоєнна назва — площа Більчевського і вже у грудні того ж року майдан отримав сучасну назву — площа Кропивницького, на пошану українського письменника, драматурга, актора Марка Кропивницького.

## Забудова
Частина забудови площі Кропивницького — будинки № 1—5 належать до Галицького району, інша частина — будинки № 6—12 до Франківського районів міста Львова. У східного боку площі Кропивницького нумерація будинків починається від вулиці Городоцької й прямує до вулиці Шептицьких (будинки № 1—5) і продовжується з західного боку площі,від вулиці Федьковича й до вулиці Городоцької (будинки № 6—12). У забудові площі Кропивницького переважають класицизм, сецесія, конструктивізм.

### Будинки №1—5
№ 1 — колишній костел святої Ельжбети, споруджений у 1903—1911 роках за проєктом професора Львівської політехнічної школи Теодора-Мар'яна Тальовського у готичному стилі на тодішній площі Солярні, в пам'ять про імператрицю Єлизавету Баварську, дружину цісаря Австро-Угорщини Франца-Йосифа I, яка трагічно загинула 10 вересня 1898 року під час прогулянки по набережній Женевського озера. Скульптурні деталі будівлі виконували під керівництвом скульптора Едмунда Плішевського. 1908 року скульптор Тадеуш Блотницький розробив проєкт і модель фігури святої Ельжбети, 1911 року цю виконану з каменю скульптуру встановили на найвищій вежі костелу. За поширеними на початку XX століття оцінками сучасників, фігура святої Ельжбети була виконана так, що нагадувала своїм виглядом покійну імператрицю Єлизавету. Того ж, 1911 року, головний фасад костелу прикрасила скульптурна група «Розп'яття з Пристоячими», яку вирізьбив Петро Війтович. 1926 року у храмі встановили один із найбільших органів у Польщі, який виготовила фабрика братів Домініка і Вацлава Бернацьких з міста Влоцлавек. Орган мав три мануали і педаль, три безшумні електровентилятори, які нагнітали повітря в труби. Інструмент міг видавати спеціальні звукові ефекти, зокрема наслідувати биття дзвонів тощо. Архієпископ Болеслав Твардовський урочисто освятив інструмент 11 липня 1926 року. Костел був серйозно пошкоджений у вересні 1939 року, під час оборони Львова від німецьких військ. Найбільше постраждала верхня частина найвищої вежі, у яку влучило декілька снарядів. У травні 1946 року, за розпорядженням радянської влади, святиню закрили, а залишки органних труб звалили на хорах. Оскільки влада УРСР не піклувалася про релігійні споруди і більше сприяла їхньому знищенню, безлад панував у церкві до 1970-х років, коли будівлю передали фабриці «Світоч», яка використовувала його як склад. На вежі знищено годинниковий механізм, знято дзвони, демонтовано хрест. Також було усунуто розп'яття, яке стояло з правого боку перед входом до святині. 1962 року за наказом радянської влади спиляли хрест із найвищої вежі та знищили кам'яний хрест перед спорудою. У 1990 році Львівська міська рада спочатку ухвалила рішення передати колишній костел римо-католикам, але після зайняття оо. Кармелітами колишньої греко-католицької катедри у Перемишлі та відмови у поверненні її УГКЦ, навіть на прохання Папи Римського святого Івана Павла II, викликало відповідну реакцію у Львові і 1991 року колишній костел переданий Львівській архієпархії УГКЦ, яка заново освятила храм як церкву на честь святих Ольги та Єлизавети. Церква святих Ольги і Єлизавети 1999 року внесена до реєстру пам'яток архітектури національного значення під охоронним № 34-н.
№ 2 — триповерховий житловий будинок. У міжвоєнний період тут містилося бюро міжнародних морських ліній Королівсько-Голландський Ллойд, нині тут аптечна крамниця мережі аптек «D.S.», магазини «Щирецькі ковбаси» та «Презент».
№ 3 — чотириповерховий житловий будинок. У внутрішньому подвір'ї будинку за часів Польщі містилася фабрика шоколаду «Дерби», від радянських часів — це кондитерський цех № 7, у 1950-х роках тут також містилася кравецька майстерня Львівської залізниці.

### Будинки №6—12
№ 6 — наріжний двоповерховий житловий будинок, на розі з вулицею Федьковича. Тут у міжвоєнний період містився магазин канцелярського приладдя, у 1950-х роках — закусочна, від 1960-х років й понині тут працює «Пиріжкова», а також є крамниці жіночої білизни та «Подарунки-сувеніри». 
№ 7 — двоповерховий житловий будинок. В будинку за часів Польщі була цукерня Овоца, нині тут також міститься магазин «Щирецькі ковбаси». 
№ 9 — триповерховий житловий будинок. У 1930-х роках власником будинку була Броніслава Бжозович. Тут у 1950—1960 роках була зарядка та ремонт акумуляторів і годинників, тепер тут міститься магазин трикотажу «Катря». 
№ 10 — триповерховий житловий будинок. Тут за часів Польщі мав магазин тканин Кароля Саламандера, у 1950—1960 роках — перукарня та фотосалон артілі «Фотохудожник», від часів СРСР працює магазин «Книги». 
№ 12 — триповерховий житловий будинок. Тут за радянських часів була сосисочна, тепер тут магазин «Взуття».

Світлини вуличної забудови
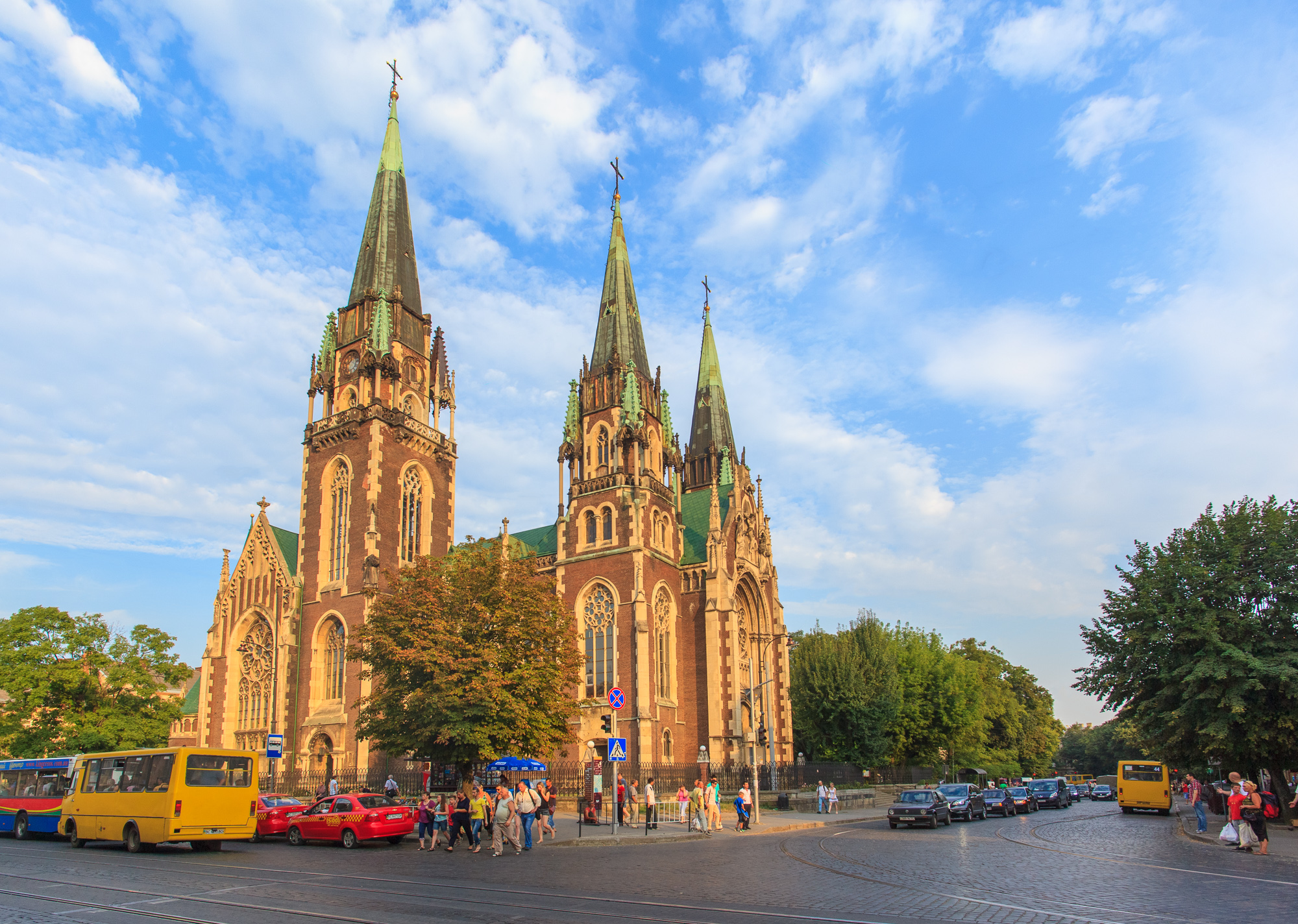
Церква святих Ольги і Єлизавети (пл. Кропивницького, 1)
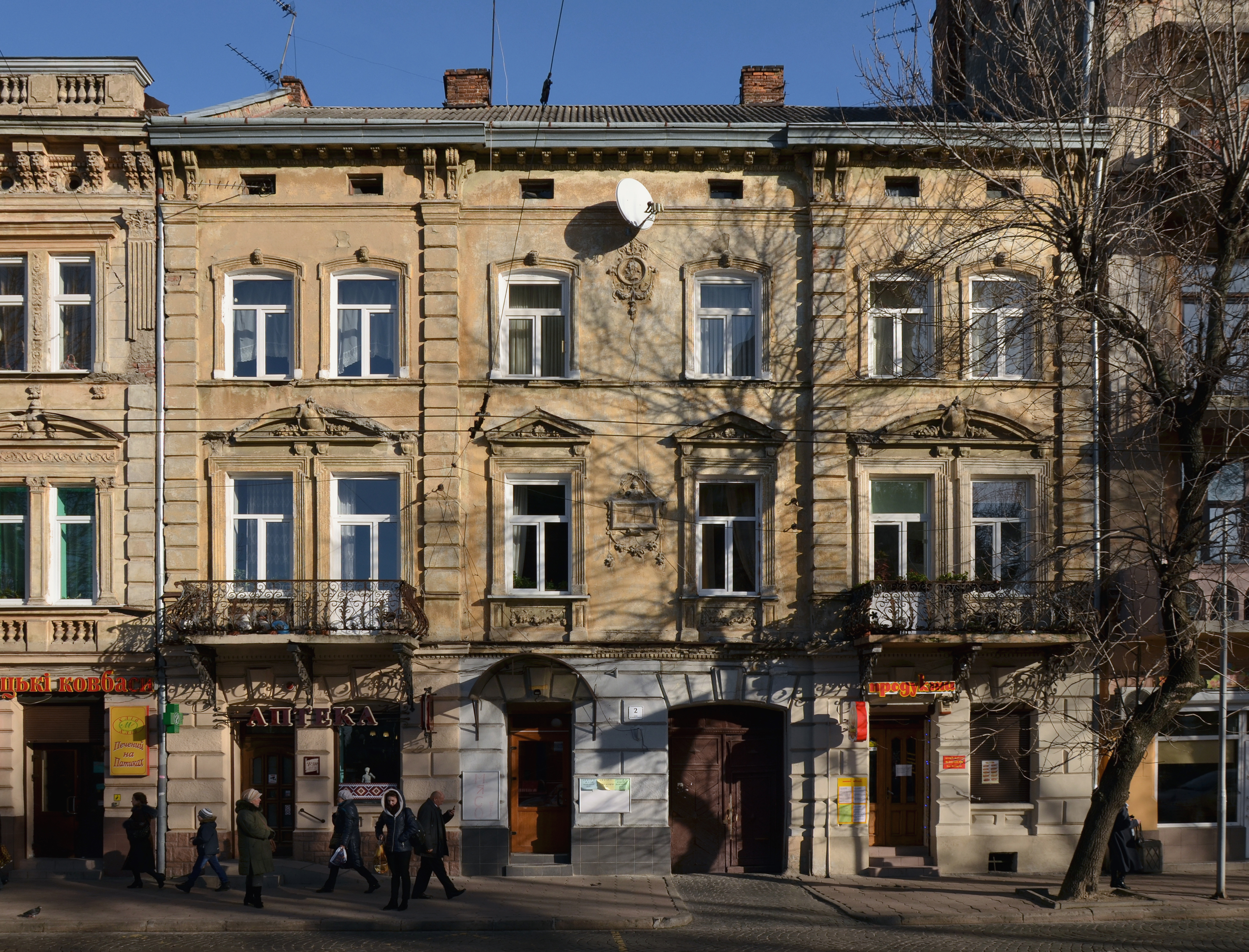
Житловий будинок (пл. Кропивницького, 2)
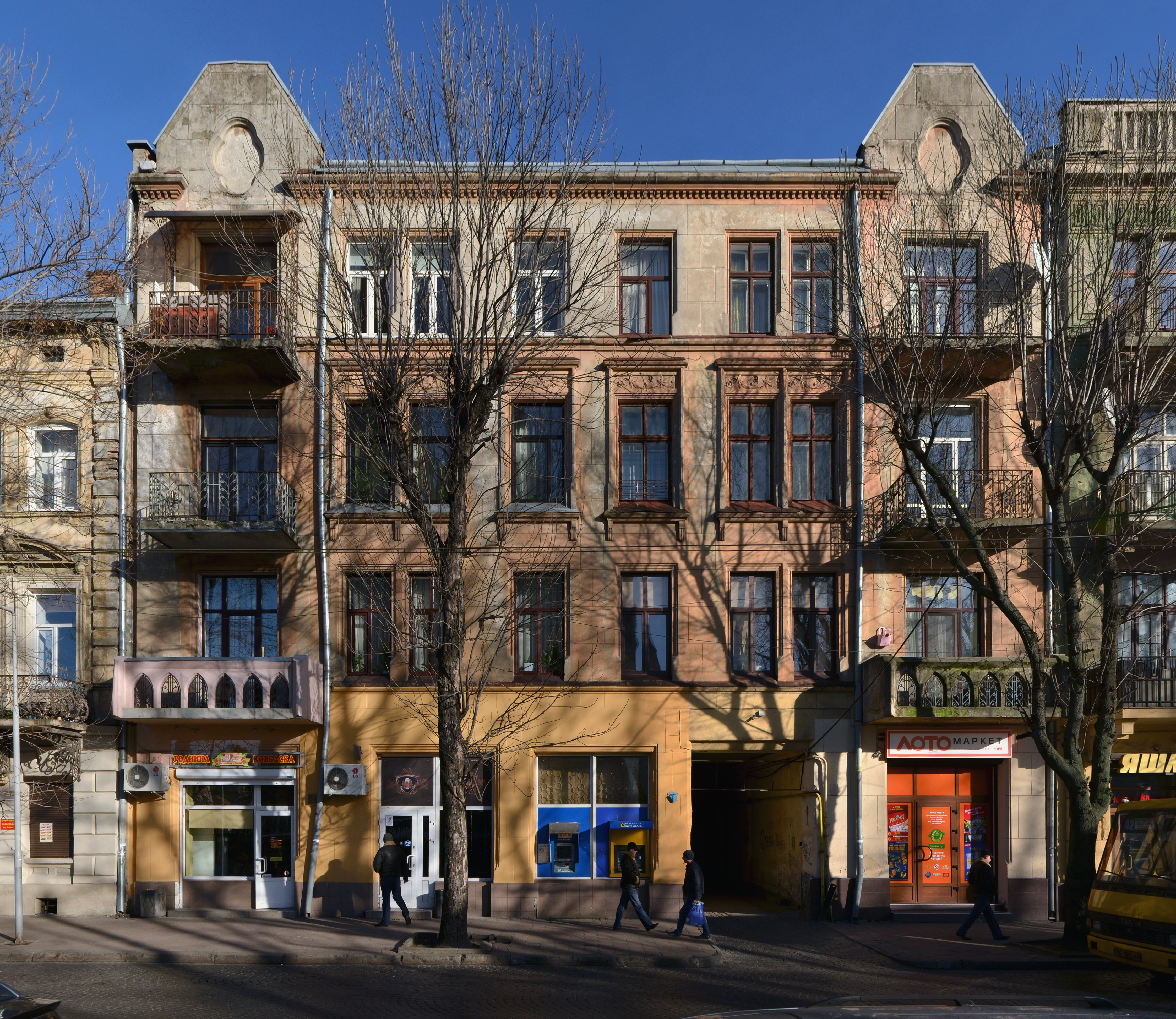
Житловий будинок (пл. Кропивницького, 3)
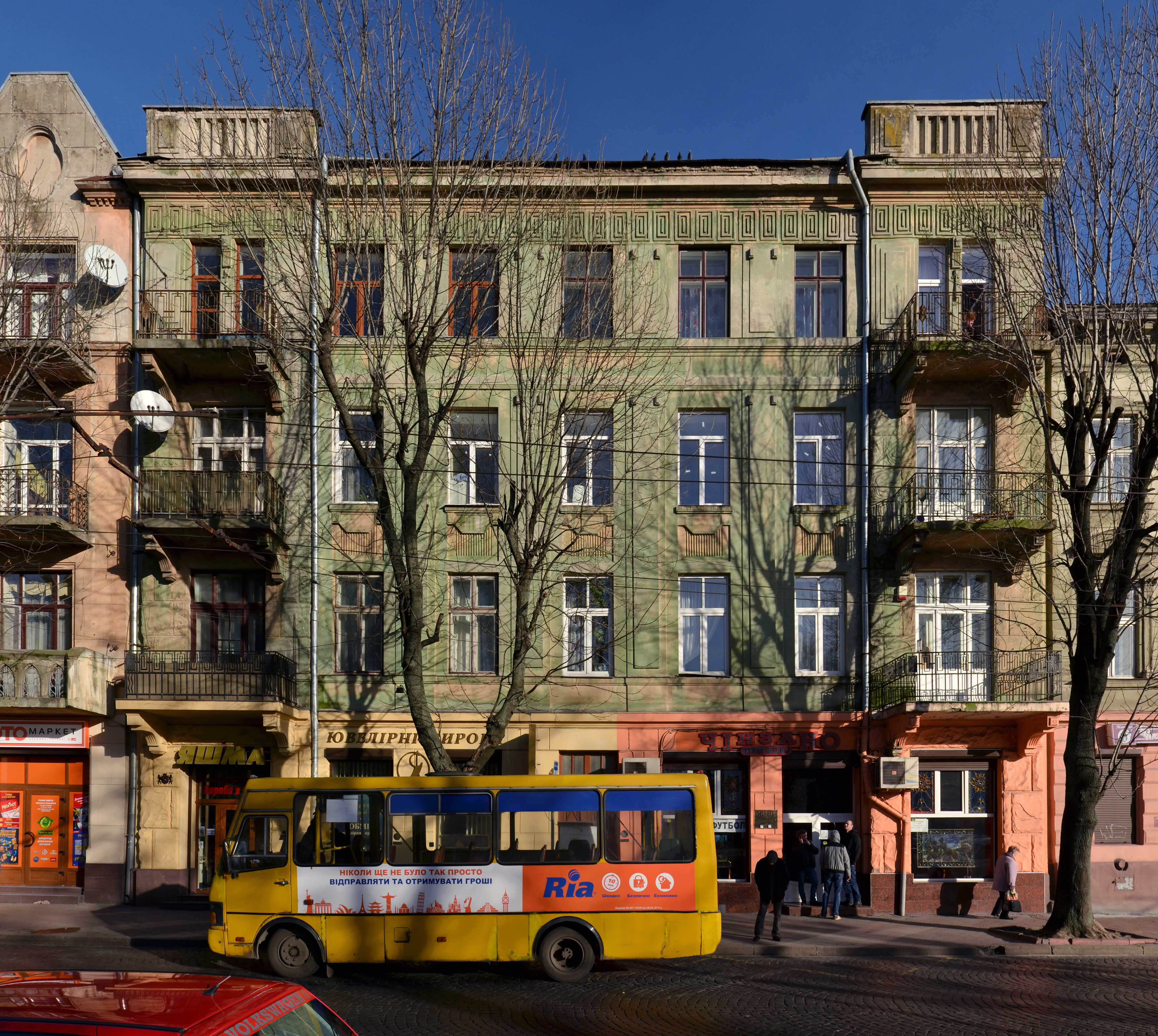
Житловий будинок (пл. Кропивницького, 4)
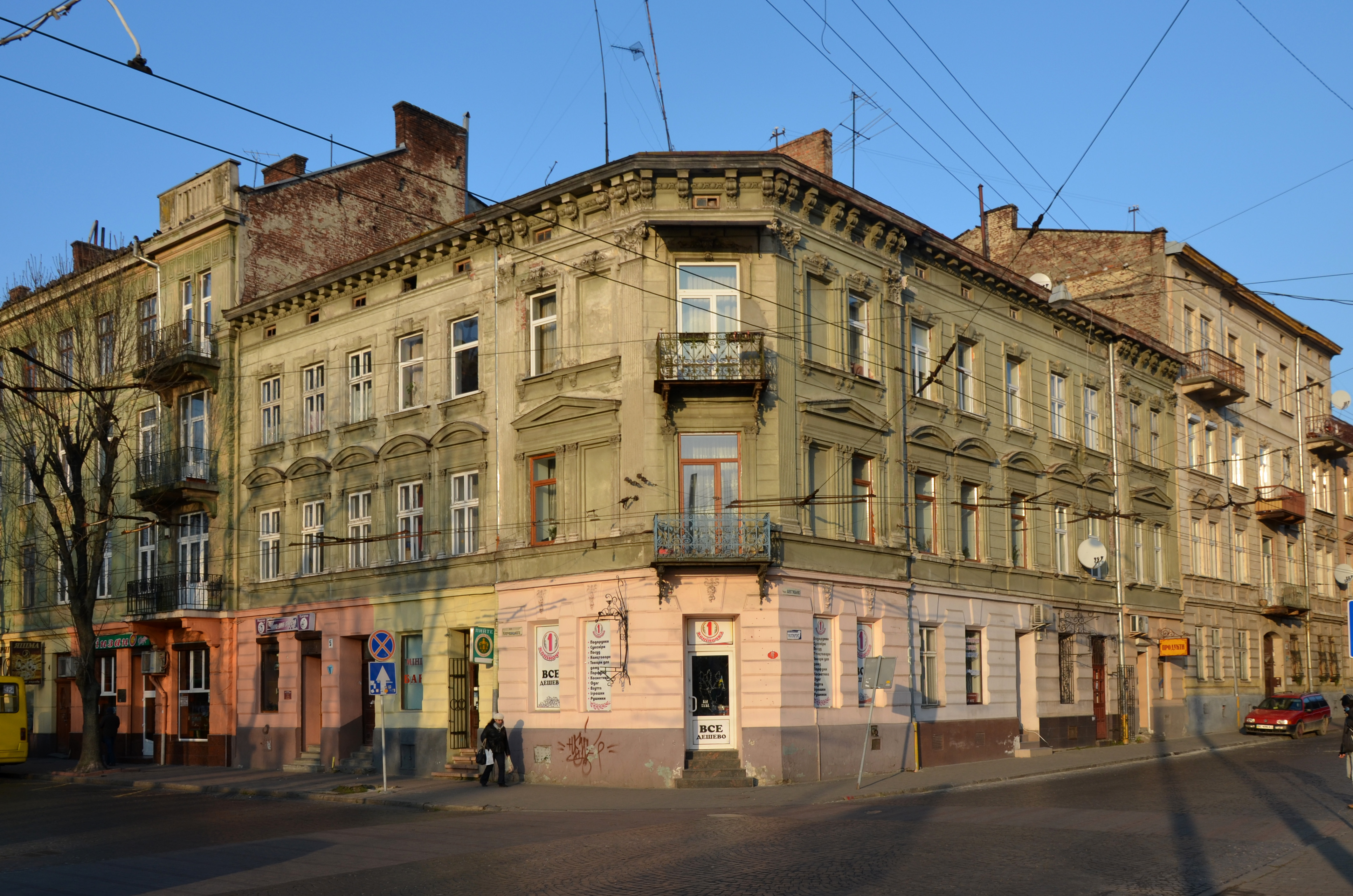
Житловий будинок (пл. Кропивницького, 5)